# バトルヒート
『バトルヒート』は、1994年12月23日にハドソンからPC-FX用の対戦型格闘ゲームとして日本で発売されたゲームソフト。PC-FX本体と同時発売されたソフトの1作である。

## 特徴
ボタン操作などにより様々な技を繰り出して相手を攻撃し先に体力がゼロになった側が敗北となるのは従来の対戦型格闘ゲームと同様であるが、キャラクターの挙動をスプライトやポリゴンオブジェクトではなく全てセルアニメーションによって表現していた点が特徴的であった。
あらかじめ作成しておいた格闘アニメーションをゲームパッドのボタン操作で呼び出すというシステムは『ドラゴンズレア』、『サンダーストーム』、『ロードブラスター』などのレーザーディスクゲームにも見られる前時代的なものだが、動画再生中にでもCPUの介入が出来るというハードウェアの特長を生かし格闘ゲームを実現したという点では画期的なゲームだったといえる。
ゲーム内アニメーションの制作は、スタジオコクピット。キャラクターデザインは、『北斗の拳』の作画監督をしたことのある羽山淳一が担当している。
翌年には同コンセプトの『全日本女子プロレス Queen of Queens』『天外魔境 電脳絡繰格闘伝』も発売された。

## システム
操作は、コントローラの I - VI ボタンで「小攻撃」「大攻撃」「特殊技」「ジャンプ」「防御」「挑発」を行い、さらに方向キーとの組み合わせで様々な攻撃技を繰り出す点は他の一般的な格闘ゲームのコマンド入力と同様である。
攻撃技を入力してもすぐには攻撃に移らず、攻撃モーションに入ったことを示すインジケータが数秒間点滅し、この間に攻撃を受ける側は防御・回避・反撃の入力を行うことができる。反撃のコマンド入力が成功した場合は攻撃側の行動がキャンセルされ攻守が逆転するが、反撃された後にさらに反撃し返すことも可能であり、入力のタイミングさえ合えばラリーを続けることとなる。
このラリーは10回までという制限が存在し、10回目は反撃が不可能のため、ガード入力をしなければダメージを受けることになる。また、体力ゲージが残り1ドットになった場合は必殺技をガードした際の削りダメージが無効になるシステムが採用されているため、達人どうしの対戦では数十分、長ければ1時間以上勝負がつかず、プレイヤーの体力や精神力が尽きたほうがガードを失敗して敗北するという、後にも先にも他の対戦ゲームでは体験できない熱い要素を持っていた。
なお、キャラクター同士の位置関係については近距離と遠距離のふたつしかなく、間合いの概念は無きに等しい。そのためキャラクターの移動については軽視されがちである。
ゲームモードとしては、対CPU戦のストーリーモードの他にプレイヤー同士による2P対戦も可能であるが、1P側と2P側でそれぞれ使用できるキャラクターが限定されているため、同キャラ対戦はもちろん同陣営対戦も行うことは出来ない。

## キャラクター
- カイ
反乱軍。正義感あふれる若者。帝国総帥を倒す事を心に誓う。
- ユウキ
反乱軍。多彩な技を持っており、気が強く負けず嫌い男勝りな女の子。
- ハン
反乱軍。モングラート国の戦士だが朝廷に認められ、将軍側近になる。
- グランド・グレイ
反乱軍。百戦錬磨の魔術の達人。究極魔術を修得しているらしい。
- アラミス
帝国軍。神聖ダーク帝国師範代、覇帝四天王の一人として恐れられる。
- カシオペイヤ
帝国軍。剣技や魔法系攻撃を得意とし、気位いが高く冷酷な女性。
- シュウ
帝国軍。あらゆる格闘技に精通した達人。出身地その他一切不明。
- ゼロ
帝国軍。人を殺すための技術を修得している殺戮サイボーグ。
- ゲッツ・フォン・ダーク
帝国軍。神聖ダーク帝国の総帥。武力による政界制覇を目論む。正体は戦闘ロボット。

## 主題歌
OP：「Ever Lasting Dance」
作詞：山内まり
作曲・編曲：遠藤稔
ボーカル：山内綾
RAP：KENNY WALKER
ED：「逢いたい君がいない」
作詞：前田たかひろ
作曲：COZY
ボーカル：山内綾
エンディングテーマである「逢いたい君がいない」は後に久保こーじプロデュースにより、天方直実がカバーした。歌詞の一部やキーが異なる。
カラオケでは天方直実版が誤って、バトルヒートのエンディング曲としてが登録されている。